# Primer (maquiagem)
Primer, também pode ser chamado de primário, é uma espécie de creme usado para preparar a superfície facial que tem a finalidade de cobrir os póros do rosto para que os produtos a serem utilizados sejam melhor fixados.